# Olesja Povch
Olesja Ivanivna Povch (Oekraïens: Олеся Іванівна Повх) (Dnipro, 18 oktober 1987) is een Oekraïense atlete, die zich heeft toegelegd op de sprint, met name de 100 m. Zij nam tweemaal deel aan de Olympische Spelen en veroverde bij die gelegenheden eenmaal een bronzen medaille.

## Loopbaan

### Eerste internationale ervaringen
Haar eerste internationale ervaring deed Povch op in 2010, toen ze deelnam aan de wereldindoorkampioenschappen in Doha. Ze kwam daar op de 60 m tot de halve finale. Bij de Europese kampioenschappen voor landenteams veroverde zij haar eerste eremetaal door als lid van de Oekraïense vrouwenploeg op de 4 × 100 m estafette naar het brons te grijpen.
Later dat jaar nam zij deel aan de Europese kampioenschappen in Barcelona. Op de individuele 100 m strandde ze, net als in Doha op de 60 m, in de halve finales. Op de 4 × 100 m estafette snelde zij echter samen met haar teamgenotes Natalja Pohrebnjak, Marija Rjemjen en Jelizaveta Bryzhina naar het goud in de nationale recordtijd van 42,29 s, tevens de snelste wereldtijd van het jaar. Bij de wedstrijd om de IAAF Continental Cup in Split vertegenwoordigde hetzelfde Oekraïense viertal Europa en veroverde het in 43,77 de zilveren medaille achter de Amerikaanse vrouwenploeg.

### Europees indoorkampioene
Het grootste succes in haar carrière behaalde Olesja Povch in Parijs, waar zij in maart 2011 tijdens de Europese indoorkampioenschappen op de 60 m in 7,13 afgetekend kampioene werd. Het werd zelfs een dubbel succes voor Oekraïne, want haar landgenote Marija Rjemjen werd in 7,15 tweede.

### Olympische Spelen 2012
Op de Olympische Spelen van 2012 in Londen plaatste Povch zich voor de halve finale, door in de series een tijd van 11,18 neer te zetten op de 100 m. In de halve finale kwam ze echter niet verder dan 11,30 en werd ze uitgeschakeld. Beter verging het haar op de 4 × 100 m estafette, waarop zij samen met Hrystyna Stoej, Marija Rjemjen en Jelizaveta Bryzhina eerst in 42,36 naar de seriewinst snelde, om vervolgens in de finale naar het brons te grijpen in de nationale recordtijd van 42,04. De ploegen van Amerika (eerste in de wereldrecordtijd van 40,82 en Jamaica (tweede in 41,41) waren ongrijpbaar, maar het Oekraïense viertal smaakte wel het genoegen om als eerste Europese ploeg te finishen. Dat was een revanche voor de EK-finale in Helsinki, een maand eerder, toen de Oekraïense vrouwen door een mislukte wissel hun kansen op eremetaal in rook hadden zien opgaan en Duitsland, Nederland en Polen met de eer waren gaan strijken.
Povch was deel van het estafetteteam dat in 2013 kampioen werd bij de Universiade van 2013. Bij de Wereldkampioenschappen van Moskou was Povch minder succesvol dan bij de Universitaire Spelen. Het estafetteteam bereikte de finale niet. Individueel werd Povch in de halve finale uitgeschakeld met een tijd van 11,43 s.

### Fulltime atlete
Povch studeerde in 2010 af aan het Dnipropetrovsk Staatsinstituut voor Physical Culture and Sports en heeft besloot daarna om zich vanaf 2011 volledig op de atletiek te richten.

## Titels
- Europees indoorkampioene 60 m – 2011
- Europees kampioene 4 × 100 m - 2010
- Universitair kampioene 4 × 100 m - 2013

## Persoonlijke records
Outdoor
| Afstand | Prestatie | Datum       | Plaats |
| ------- | --------- | ----------- | ------ |
| 100 m   | 11,08     | 4 juni 2012 | Jalta  |
| 200 m   | 22,58     | 31 mei 2011 | Jalta  |

Indoor
| Afstand | Prestatie | Datum            | Plaats   |
| ------- | --------- | ---------------- | -------- |
| 50 m    | 6,21      | 14 februari 2012 | Liévin   |
| 60 m    | 7,10      | 5 maart 2017     | Belgrado |

## Palmares

### 60 m
- 2010: 6e in ½ fin. WK indoor – 7,45 s
- 2011:  EK indoor – 7,13 s
- 2016: 6e in ½ fin. WK indoor - 7,27 s
- 2017:  EK indoor - 7,10 s

### 100 m
Kampioenschappen
- 2010: 7e in ½ fin. EK – 11,33 s
- 2012:  EK - 11,32 s (in ½ fin. 11,13 s)
- 2012: 6e in ½ fin. OS - 11,30 s (in serie 11,18 s)
- 2013: 8e in ½ fin. WK - 11,43 s (in serie 11,41 s)
- 2015: 4e in serie WK - 11,40 s
- 2016: 8e in ½ fin. OS - 11,29 s

Diamond League-podiumplek
- 2011:  Bislett Games – 11,14 s

### 200 m
Diamond League-podiumplek
- 2011:  Athletissima – 23,04 s

### 4 × 100 m
- 2010:  EK – 42,29 s (NR)
- 2010:  IAAF Continental Cup – 43,77 s
- 2011:  WK - 42,51 s
- 2012: DNF EK
- 2012:  OS - 42,04 s (NR)
- 2013:  Universiade - 42,77 s
- 2013: 4e in serie WK - 43,12 s
- 2016: 6e OS - 42,36 s